# 오가사와라 지청

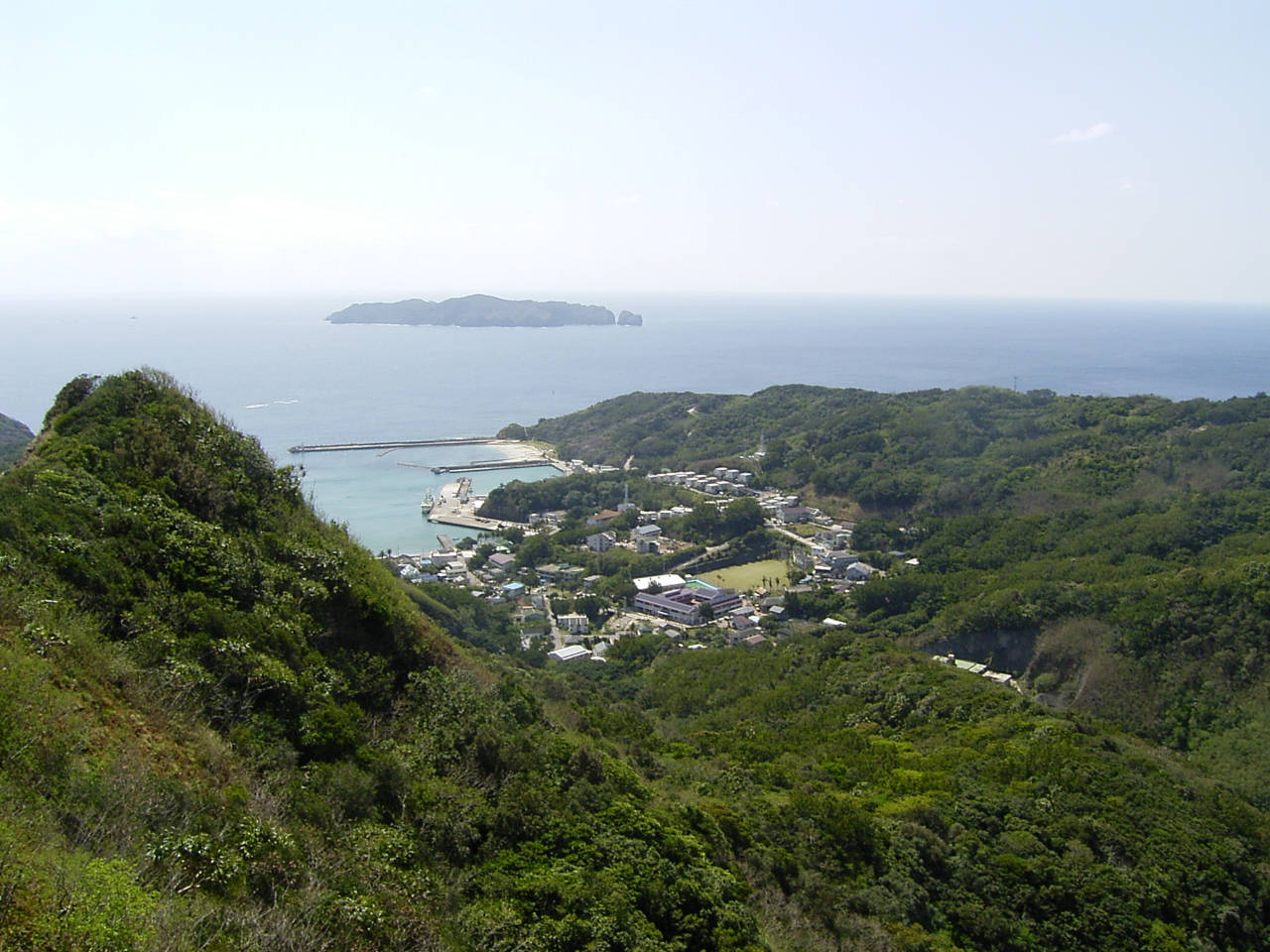

오가사와라 지청(일본어: 小笠原支庁, おがさわらしちょう)은 도쿄도의 지청이다. 기구는 도쿄 도 총무국에 속한다. 지청은 오가사와라 제도와 오가사와라촌을 포함한다. 지치지마 섬에 지청사가 있고 하하지마섬에 출장소가 있다.
오가사와라 제도는 일본 남쪽의 북태평양에 흩어져있는 섬들이다. 이들은 오가사와라 제도와 화산 섬, 몇몇의 고립된 섬들로 이루어져있다. 영어식 이름으로 보닌 제도(Bonin Islands)로도 불린다.

## 역사
1830년대까지 오가사와라 제도는 사람이 살지 않는 섬이었다. 1861년에 영국, 미국은 오가사와라 제도를 일본의 영토로 승인하였다.
- 1876년 3월 - 오가사와라 제도가 일본의 영토가 되었고 일본 내무성이 관할하게 되었다.
- 1878년 10월 8일 : 관할이 도쿄부로 이관되었다.
- 1880년 10월 28일 : 지치지마섬에 도쿄부 오가사와라 출장소가 설치되었다.
- 1886년 11월 4일 : 오가사와라 출장소가 오가사와라 도청으로 개칭되었다.
- 1926년 : 오가사와라 도청에서 오가사와라 지청으로 개칭되었다.
- 1943년 7월 1일 : 도쿄 부가 폐지되고 도쿄 도가 설치되었다.
- 1946년 : 미국군이 통치하기 시작했다.
- 1952년 : 오가사와라 지청이 폐지되었다.
- 1968년 6월 26일 : 오가사와라 제도가 반환되고 도쿄 도 오가사와라 지청이 설치되었다.

## 지리
오가사와라 제도는 크게 세 개의 열도로 이루어져있다.
- 무코지마 열도(聟島列島) - 최북단의 군도
  - 요메지마섬(嫁島)
  - 무코지마섬(聟島)
  - 나코도지마섬(媒島)
  - 기타노지마섬(北島)

- 지치지마 열도(父島列島) - 중앙의 군도
  - 지치지마섬(父島)
  - 아니지마섬(兄島)
  - 오토토지마섬(弟島)

- 하하지마 열도(母島列島) - 최남단의 군도
  - 하하지마섬(母島)
  - 아네지마섬(姉島)
  - 이모토지마섬(妹島)

이외에도 고립된 많은 섬들이 존재한다.(하나레지마섬, 니시노섬 등이 대표적임)

## 같이 보기
- 지청 (일본)
- 오가사와라촌